# Mondays Are Like Tuesdays and Tuesdays Are Like Wednesdays
Mondays Are Like Tuesdays and Tuesdays Are Like Wednesdays är Acid House Kings' tredje studioalbum, utgivet i Japan den 16 mars 2002 av Quince Records och den 19 augusti 2002 av Labrador på CD.
Den japanska utgåvan hade en annan låtordning än den svenska. Vidare innehöll den också två bonuslåtar, "Find Out for Yourself" och "We're the Acid House Kings".

## Låtlista
Alla låtar är skrivna av Johan Angergård och Niklas Angergård.

### Den svenska utgåvan
| Nr  | Titel                                    | Längd |
| --- | ---------------------------------------- | ----- |
| 1.  | Sunday Morning                           | 3:13  |
| 2.  | Start Anew                               | 2:38  |
| 3.  | She Keeps Hoping                         | 3:04  |
| 4.  | Brown and Beige Are My Favourite Colours | 2:53  |
| 5.  | This Love Is All We Need                 | 1:52  |
| 6.  | Summer's on Its Way                      | 2:33  |
| 7.  | Swedish Hearts                           | 3:09  |
| 8.  | You're a Beautiful Loser                 | 3:00  |
| 9.  | A New Day, a New Career                  | 3:40  |
| 10. | Say Yes If You Love Me                   | 3:04  |
| 11. | Mondays Are Like Tuesdays                | 2:55  |
| 12. | One Two Three Four                       | 2:59  |

### Den japanska utgåvan
| Nr  | Titel                                    | Längd |
| --- | ---------------------------------------- | ----- |
| 1.  | Sunday Morning                           | 3:13  |
| 2.  | Start Anew                               | 2:38  |
| 3.  | Mondays Are Like Tuesdays                | 2:55  |
| 4.  | Swedish Heart                            | 3:09  |
| 5.  | You're a Beautiful Loser                 | 3:01  |
| 6.  | She Keeps Hoping                         | 3:04  |
| 7.  | Brown and Beige Are My Favourite Colours | 2:53  |
| 8.  | One Two Three Four                       | 3:00  |
| 9.  | Say Yes If You Love Me                   | 3:05  |
| 10. | A New Day, a New Career                  | 3:40  |
| 11. | Find Out for Yourself                    | 2:57  |
| 12. | We're the Acid House Kings               | 2:17  |
| 13. | Summer's on Its Way                      | 2:32  |
| 14. | This Love Is All We Need                 | 1:51  |

## Personal
- Johan Angergård - gitarr, bas, keyboards, producent
- Niklas Angergård - sång, gitarr, keyboards, producent
- Ballaleica.com - fotografi
- Tobias Einestad - trumpet
- Julia Lannerheim - sång
- Lukas Möllersten - omslagsdesign

## Mottagande
Svenska Dagbladet gav skivan betyget 5/6. Recensenten Kristian Lundell skrev "Acid House Kings har följt sin egen tradition att göra luftiga och anspråkslösa popsånger som blir alltmer oemotståndliga för varje lyssning."
Allmusic gav betyget 4/5. Skribenten Kenyon Hopkin avslutade sin recension med att konstatera "This third full-length from Acid House Kings is yet more proof of the emerging, Swedish indie pop scene."

### Fotnoter
1. 1 2 3  ”Mondays Are Like Tuesdays and Tuesdays Are Like Wednesdays”. Discogs.com. http://www.discogs.com/Acid-House-Kings-Mondays-Are-Like-Tuesdays-And-Tuesdays-Are-Like-Wednesdays/release/1996993. Läst 2 mars 2012.
2. ↑  Lundell, Kristin (15 augusti 2002). ”Mondays Are Like Tuesdays and Tuesdays Are Like Wednesdays”. Svenska Dagbladet. http://www.svd.se/kultur/musik/-_27113.svd. Läst 2 mars 2012.
3. ↑  Hopkin, Kenyon. ”Mondays Are Like Tuesdays and Tuesdays Are Like Wednesdays”. Allmusic.com. http://www.allmusic.com/album/mondays-are-like-tuesdays-and-tuesdays-are-like-wednesdays-r583621. Läst 2 mars 2012.